# Грудзинский, Анджей
Анджей Кароль Грудзинский (1611—1678) — польский военный и государственный деятель, воевода калишский (1653—1661) и познанский (1661—1678), староста накловский, валчский, рогозьновский, сьродский и осекский. Владелец имения Злотув, королевский полковник и капитан гвардии.

## Биография
Представитель польского шляхетского рода Грудзинских герба Гржимала. Сын воеводы калишского Зигмунда Грудзинского (ок. 1538—1653) и Анны Опалинской.
В начале Шведского потопа, 25 июля 1655 года, Анджей Кароль Грудзинский вместе с познанским воеводой Криштофом Опалинским и коронным подканцлером Иеронимом Радзиевским отказался служить польскому королю Яну Казимиру Вазе и под Уйсце сдался вместе с великопольским ополчением фельдмаршалу Арвиду фон Виттенбергу, признавая шведского короля Карла X Густава правителем Речи Посполитой. Несмотря на своё первоначальное предательство, вскоре он перешел на сторону польской короны и принял участие в борьбе против шведских оккупантов. В ответ шведы сожгли замки Злотув и Драхим, которые ему принадлежали (1657).
В 1668 года после отречения Яна II Казимира от польского королевского трона Анджей Грудзинский поддерживал кандидатуру курфюрста Филиппа Вильгельма Пфальцского. В 1669 году был избран от Познанского воеводства на элекционный сейм, где поддержал кандидатуру князя Михаила Корибута Вишневецкого на польский престол.
После окончания Северной войны Анджей Грудзинский построил много церквей, в частности, Фарный костёл Успения Пресвятой Богородицы в Злотуве (1661—1664). В склепе этой церкви были погребены его родители, сам Анджей и его сын Зигмунд, умерший в детстве в результате инфекционного заболевания.
Анджей Грудзинский скончался в 1678 году и был похоронен в костёле Святого Вита в Рогозьно.
Был женат на Марианне Свенцицкой, родственнице епископа хелмского Станислава Яцека Свенцицкого.
Персонаж воеводы Анджея Грудзинского упоминается в романе Генрика Сенкевича «Потоп» во время капитуляции великопольского ополчения под Уйсце.